# Waleri Nikolajewitsch Andrejew
Waleri Nikolajewitsch Andrejew (* 10. April 1957 in Schalkarski, Swetlinski Rajon, Oblast Orenburg, RSFSR, Sowjetunion) ist ein mutmaßlicher Serienmörder und Vergewaltiger, der in den Medien auch als Orsk Maniac und Fernfahrermörder bekannt wurde. Andrejew war von 2006 bis 2012 mutmaßlich an sieben Entführungen, Vergewaltigungen und Ermordungen von Frauen in der Region Orenburg beteiligt. Bis heute (Stand 2025) ist er auf der Flucht. Die Dunkelziffer von Andrejews Opfern wird Medienberichten zufolge auf über 100 geschätzt. Seit 2020 zählt Andrejew zu den zehn vom russischen Innenministerium meistgesuchten Kriminellen.

## Biografie
Andrejew wurde am 10. April 1957 geboren. Nach der Schule arbeitete er viele Jahre als Fernfahrer. Er war verheiratet und hatte zwei Söhne. Sein soziales Umfeld hatte bis Mitte 2000er Jahre ein äußerst positives Bild von ihm, bis einige seiner Kollegen und Kolleginnen angaben, dass Andrejew persönliche Probleme entwickelte und langsam in den Zustand einer Depression verfiel. Er schränkte die Kommunikation mit Freunden und Kollegen ein und arbeitete bei Langstreckenfahrten alleine und nicht mehr im Konvoi.

## Mögliche Straftaten
Waleri Andrejew wurde Ende Juni 2012 nach dem Verschwinden der 18-jährigen Olga Zhurawlewa der Begehung von Straftaten verdächtigt. Nach Zeugenaussagen stieg Zhurawleva vor ihrem Verschwinden in einen Geländewagen der Firma SsangYong. Das Auto konnte durch CCTV-Kameras nachverfolgt und in der Stadt Orsk aufgefunden werden. Während der Untersuchung und Überprüfung stellte sich heraus, dass es in der Stadt nur zwei Autos gab, die der Beschreibung entsprachen und von denen sich herausstellte, dass eines Andrejew gehörte. Mit Hilfe von Mobilfunkanbietern stellte die Polizei fest, dass sich Andrejew und Zhurawlewa kurz vor dem Verschwinden Zhurawlewas am selben Ort aufgehalten hatten. Deshalb wurde Waleri Andrejew Anfang Juli desselben Jahres festgenommen und verhört. Mangels Haftgrund waren die Ermittler zur Freilassung gezwungen. Während der Durchsuchung des Autos, der Garage und des Firmenwagens Andrejews wurden DNA-Spuren und mehrere ausgewaschene Blutflecken gefunden. Nach Angaben mehrerer seiner Fahrerkollegen während einer Befragung durch Strafverfolgungsbeamte soll Andrejew die Dienste von Prostituierten in Anspruch genommen haben. Nach dieser Aussage wurde Andrejew wieder zum Verhör vorgeladen, erschien jedoch nicht. Am 6. Juli 2012 kontaktierte er zum letzten Mal seine Frau, danach verschwand er und wurde auf die Fahndungsliste gesetzt.

## Ermittlungen und Suche nach dem Täter
Im Zuge der Ermittlungen stellte sich heraus, dass Andrejews Langstreckenfahrten über die Autobahnen Orenburg – Tscheljabinsk und Samara – Orenburg verliefen. Die meisten der vermissten Frauen verschwanden in den Waldgürteln entlang dieser Autobahnen und waren in Orsk, den Dörfern Nowosergiewka, Kamennoosernoe, Tasbulak und Moscharowka gemeldet, welche innerhalb des Waldgürtels dieser Autobahnen liegen. Da Andrejew aufgrund seiner beruflichen Tätigkeit kurz nach seinem Verschwinden wiederholt Städte wie Samara, Tscheljabinsk, Orenburg und Nischni Nowgorod besuchte, wurden auch in diesen Städten Rasterfahndungen zur Festnahme durchgeführt, die jedoch nicht den gewünschten Erfolg brachten.
Die Überreste seines letzten mutmaßlichen Opfers Olga Schurawlewa wurden am 10. September 2013 in der Nähe des Dorfes Dzhanatalap in einem Waldgürtel nahe der Autobahn Orsk-Tscheljabinsk gefunden. In den folgenden Jahren erhielt die Polizei Dutzende von Anrufen und Berichten über die Sichtung Andrejews in verschiedenen Teilen des Landes sowie auf dem Territorium Kasachstans. Als Ergebnis wurden zivile Suchgruppen in den Republiken Karelien, Mordwinien, Udmurtien, im Sibirischen Föderationskreis und der Oblast Kaliningrad gebildet, die aber weiterhin nicht zur Verhaftung des Verdächtigten führten.
Am 28. Oktober 2019 wurde eine Andrejew ähnlich sehende Person im Dorf Torkowichi Luga der Oblast Leningrad von der Anwohnerin Tatjana Iwanowa gesichtet. Iwanowa berichtete dies den Strafverfolgungsbehörden der Oblast Leningrad sowie den Behörden St. Petersburgs und Orenburgs. Von den Mitarbeitern des Innenministeriums und der lokalen Behörden wurden allerdings keine wesentlichen Maßnahmen ergriffen. Viele weitere Bewohner der umliegenden Dörfer berichteten über Andrejews Aufenthalt in St. Petersburg sowie im Leningrader Gebiet. Ende 2019, nach siebenjähriger Suche, begann Interpol nach Andrejew zu suchen. Für den Internationalen Tag zur Beseitigung von Gewalt gegen Frauen stellte Interpol eine Liste von acht international gesuchten kriminellen Flüchtlingen zusammen, die wegen mutmaßlicher Verbrechen gegen Frauen, darunter Mord, gesucht werden. Waleri Andrejew stand dabei an erster Stelle. Im März 2021 wollte eine Zeugin Andrejew in Odinzowo bei Moskau gesehen haben.